# Карасик, Андрей Анатольевич
Андрей Анатольевич Карасик (род. 30 сентября 1963 года, Казань) — учёный-химик. Кандидат (1988), доктор (2003) химических наук, профессор (2010). Руководитель (2017) Института органической и физической химии им. А. Е. Арбузова — обособленного структурного подразделения Федерального государственного бюджетного учреждения науки "Федеральный исследовательский центр «Казанский научный центр Российской академии наук» (ИОФХ им. А. Е. Арбузова ФИЦ КазНЦ РАН, Казань), главный научный сотрудник ИОФХ им. А. Е. Арбузова ФИЦ КазНЦ РАН (2017). Член-корреспондент РАН с 2022 года.

## Направления исследований
самосборка макроциклических систем; люминесцентные металлокомплексные системы; органическая химия циклических и макроциклических соединений фосфора; эффективные катализаторы базовых реакций водородной энергетики; молекулярные устройства; топливные элементы.

## Основные достижения
А. А. Карасик  (Karasik A.A.) — специалист в области органической и элементоорганической химии, автор и соавтор 382 научных публикаций, в том числе 193 статей и 7 глав в монографиях. Индекс Хирша — 25 (WoS). Карасик А. А. разработал концепцию ковалентной самосборки макроциклов, которая легла в основу эффективной методологии конструирования нового поколения фосфор, азот-содержащих корандов, циклофанов и криптандов — уникальных строительных блоков для создания молекулярных устройств и инновационных материалов.

## Научно-педагогическая деятельность, подготовка кадров высшей квалификации
Под руководством А. А. Карасика  защищены 8 кандидатских и 1 докторская диссертации. А. А. Карасик — председатель Учёного совета ИОФХ ФИЦ КазНЦ РАН, член советов по защите диссертаций Д 022.005.02 при ИОФХ ФИЦ КазНЦ РАН, а также Д 212.080.01 и Д 212.080.07 при ФГБОУ ВПО «Казанский национальный исследовательский университет».

## Премии и награды
- Заслуженный деятель науки Республики Татарстан,
- лауреат государственной премии Республики Татарстан,
- лауреат премии имени А. Н. Несмеянова РАН